# Surrey Wilfrid Laurance Jacobs
Surrey Wilfrid Laurance Jacobs  (1946 - 2009) va ser un botànic australià.
Desenvolupa la seva activitat científica a l'Herbari dels "Jardins botànics Trust" de Sydney, sent els seus principals estudis els de Sistemàtica de pastures estipoides i de planta aquàtica: Nymphaea, Vallisneria, Aponogeton; i ecologia dels aiguamolls.

## Algunes publicacions
- Jacobs, SWL. 1971. Systematic position of the genera Triodia R.Br. & Plectrachne Henrard (Gramineae). Proc. Linn. Soc. N.S.Wales 96 (3) 175-185
- Carolin, RC, SWL Jacobs, M Vesk. 1973. The structure of the cells of the mesophyll & parenchymatous bundle sheath of the Gramineae. Bot. J. Linn. Soc. Londres 66: 269-273
- Jacons, SWL. 1973. Ecological studies of the genera Triodia R.Br. & Plectrachne Henrard in Australia. Ed. NDLTD Union Catalog
- Jacobs, SWL. 2001. The genus Lachnagrostis (Gramineae) in Australia. Telopea 9: 439-448
- Jacobs, SWL. 2001. Four new species of Agrostis (Gramineae) from Australia. Telopea 9: 679-683
- Wheeler, DJB, SWL Jacobs, RDB Whalley. 2002. Grasses of New South Wales. 3ª ed.. Botany Department, University of New England: Armidale
- Wang, S, SWL Jacobs. 2002. Elymus in Australia. pp. 135 – 140 en: Hernández, P, MT Moreno, JI Cubero, A Martin. Proc. 4º International Triticeae Symposium, 10-12 sep 2001 – Córdoba, España (Junta de Andalucía. Conserjería de Agricultura y Pesca: Cordoba)
- Les, DH, ML Moody, SWL Jacobs, RJ Bayer. 2002. Systematics of seagrasses (Zosteraceae) in Australia & New Zealand. Systematic Botany 27: 468 484

### Llibres
- Sainty, G, P Abell, SWL Jacobs. 1999. Burnum's wildthings. Ed. Potts Point, N.S.W. Sainty & Assoc. Ilustraciones: Christine Payne, cartas Hamish Cuming. 148 pp. ISBN 0-7316-6587-2
- Jacobs, SWL, J Pickard. 1981.Plants of New South Wales : a census of the cycads, conifers, & angiosperms. Ed. Nat.Herbarium NSW, Royal Botanic Gardens. 226 pp. ISBN 0-7240-1978-2
- Jackson, DL, SWL Jacobs. 1985. Australian agricultural botany. Ed. Sydney Univ. Press. 377 pp. SBN 042400108X
- Jacobs, SWL, J Everett (eds.). 2000. Grasses : systematics & evolution. Ed. CSIRO Publ. 406 pp. ISBN 0-643-06438-9
- Jacobs, SWL, RDB Whalley, DJB Wheeler. 2008. Grasses of New South Wales. Ed. Botany, Univ. New England. 4ª ed. ISBN 978-1-921208-22-5